# National Rugby Championship 2018
El National Rugby Championship (Campeonato nacional de rugby) de 2018 fue la quinta edición del principal torneo profesional de rugby australiano.
El equipo de Fijian Drua se coronó campeón al vencer 36 a 26 al equipo de Queensland Country, obteniendo su primer título en la competencia.

## Sistema de disputa
El torneo se disputó en formato liga donde se enfrentarán todos contra todos, en un periodo de 7 semanas.
Luego de la fase regular, los cuatro primeros clasificados disputarán una semifinal buscando el paso a la final, en la cual se enfrentarán los dos mejores equipos del torneo buscando el campeonato.

### Clasificación
| Pos. | Equipo             | Encuentros | Encuentros | Encuentros | Encuentros | Tantos | Tantos | Tantos | PB | PB | Puntos |
| Pos. | Equipo             | PJ         | PG         | PE         | PP         | F      | C      | Dif    | BO | BD | Puntos |
| ---- | ------------------ | ---------- | ---------- | ---------- | ---------- | ------ | ------ | ------ | -- | -- | ------ |
| 1    | Fijian Drua        | 7          | 6          | 0          | 1          | 283    | 175    | +108   | 3  | 0  | 27     |
| 2    | Queensland Country | 7          | 5          | 0          | 2          | 299    | 211    | +88    | 3  | 1  | 24     |
| 3    | Western Force      | 7          | 5          | 0          | 2          | 284    | 202    | +82    | 2  | 1  | 23     |
| 4    | Canberra Vikings   | 7          | 5          | 0          | 2          | 221    | 169    | +52    | 1  | 1  | 22     |
| 5    | Brisbane City      | 7          | 4          | 0          | 3          | 205    | 245    | −40    | 1  | 1  | 18     |
| 6    | Melbourne Rising   | 7          | 2          | 0          | 5          | 239    | 192    | +47    | 2  | 3  | 13     |
| 7    | NSW Country Eagles | 7          | 1          | 0          | 6          | 140    | 280    | −140   | 0  | 2  | 6      |
| 8    | Sydney Rays        | 7          | 0          | 0          | 7          | 167    | 364    | −197   | 0  | 1  | 1      |

|  | Semifinalistas. |

## Fase Final

### Semifinales
| 20 de octubre | Fijian Drua | 35 - 28 | Canberra Vikings | Churchill Park, Lautoka |  |

| 21 de octubre | Queensland Country | 45 - 24 | Western Force | Bond University, Gold Coast |  |

### Final
| 27 de octubre | Fijian Drua | 36 - 26 | Queensland Country | Churchill Park, Lautoka |  |
|               |             | Reporte |                    |                         |  |

| Bandera de Fiyi     |
| Campeón Fijian Drua |
| Primer título       |